# 一江山陣亡將士紀念碑
一江山陣亡將士紀念碑是一座位於臺灣嘉義市東區嘉義公園的紀念碑，因紀念一江山戰役興建而設立。今已登錄為嘉義市歷史建築。

## 沿革
1955年1月18日，中國人民解放軍與中華民國國軍於第一次臺灣海峽危機中在浙江省一江山岛進行戰役，戰鬥歷時兩天，至1月19日則由解放軍佔領該島，迫使國軍進行大陳島撤退，因應該場戰役被視為國軍忠烈標竿，戰役後，政府舉行大規模紀念儀式，紀念設施及遺屬照顧設施除了由政府及國軍設置外，並發動民間於各地設置紀念碑。
其中，位於嘉義的一江山陣亡將士紀念碑是在1956年由嘉義縣代理縣長金輅立碑，設置者並非軍方。而是根據當時地方政府首長配合中央政策的舉措所設立。
2015年3月24日，經嘉義市政府公告登錄為歷史建築。目前紀念碑由嘉義市政府建設處公園管理科負責管理維護。全年開放參觀。

## 規格
紀念碑的結構包括階梯、矮牆、基座和碑碣等部分。敷地地坪採用混凝土地坪作為材質，矮牆和基座則使用洗石子進行裝修。基座的下緣裝飾了線腳，並進行了擡高處理。這些設計元素共同構成了該歷史建築的整體結構。
紀念碑的總高度為260公分，寬度為33公分，呈圓柱形狀，外觀類似子彈。中央刻有「一江山陣亡將士紀念碑 中華民國四十五年九月 代理嘉義縣縣長金輅敬題」的字樣。

## 另見
- 嘉義明治丙午烈震賑災紀念碑

## 外部連結
- 一江山陣亡將士紀念碑 - 國防部全民防衛動員署後備指揮部 （页面存档备份，存于）
- 一江山陣亡將士紀念碑 - 台灣旅遊網 （页面存档备份，存于）